# Fiori di rovina
Fiori di rovina è un romanzo breve di Patrick Modiano, premio Nobel 2014 per la letteratura, pubblicato in due edizioni: la prima nel 1991, la seconda del 2012 fa parte di una trilogia (preceduto da "Riduzione di pena " e seguito da "Primavera da cani").
La narrazione prende il via dalla notizia di un duplice, sospetto suicidio dei coniugi Urbain e Gisèle T., avvenuto in un appartamento del V arrondissement di Parigi il 24 aprile 1933: l'uomo è morto per un colpo d'arma da fuoco, la donna è ancora viva ma sopravvive per poco. Un biglietto inequivocabilmente di pugno del marito ammette che i due si sono tolti la vita. Il narratore ritrova un vecchio articolo di giornale che parla del fatto e tenta di ricostruire le ultime ore dei due. Erano stati visti per l'ultima volta in un bar di Montparnasse in compagnia di due donne; secondo altre testimonianze, prima che lasciassero il locale ai quattro si sono uniti due uomini. Alla ricostruzione degli eventi, effettuata decenni dopo, si intreccia la biografia familiare, quando l'autore si rende conto che suo padre frequentava gli stessi locali della coppia negli anni trenta, e immagina che abbiano potuto conoscersi.
Inoltre, un uomo che conosce casualmente, e che dice di chiamarsi Philippe de Bellune, probabilmente ospitato in un ostello dell'Esercito della Salvezza, parte per il Marocco lasciandogli una valigia. Quando è sicuro che non farà ritorno, il narratore l'apre trovandovi un articolo di giornale del 1933 che racconta la storia dei coniugi T.; riconosce la foto di Philippe che viene qualificato nella didascalia come il cameriere che testimoniò alla polizia che la notte del suicidio non c'erano altri uomini insieme alla coppia.
Cronaca, invenzione e biografia di famiglia si mescolano in una storia che cerca continuamente le coincidenze tra i luoghi di Parigi e la vita dell'autore.

## Trama
Una domenica sera del mese di novembre, il narratore vaga per le vie di Parigi sollecitato da sensazioni indecifrabili e ricordi nitidi, finché si ferma davanti al n. 26 di rue des Fosset-Saint-Jacques, dove la notte del 24 aprile 1933 due giovani sposi Urbain e Gisèle T. si suicidarono in circostanze misteriose.
Il narratore cerca di ricostruire le ultime ore degli sfortunati coniugi. Quella funesta sera erano usciti per passare una serata, conclusasi poi in casa loro con altre due coppie conosciute casualmente. Gli ospiti se ne andarono alle quattro del mattino, e dopo poco i vicini sentirono degli spari. La polizia trovò il marito già morto e la moglie agonizzante nel divano, con una profonda ferita sotto il seno. Fu trovato un biglietto con scritto: " mia moglie si è uccisa, eravamo ubriachi, mi uccido, non cercate ..... ". Unico indizio era rappresentato dal fatto che Gisèle, prima di morire, aveva detto di aver incontrato prima le due donne nel cafè de la Marine a Montparnasse e queste successivamente li avevano trascinati in un ristorante dancing a Le Perreux nel quartiere dell'Artois, dove si erano uniti i due uomini. Gisèle aveva anche detto che poi erano andati in una casa dove c'era un ascensore rosso.
Un articolo di giornale, quel giorno, parlava di un cameriere che asseriva di aver visto gli sposi soli a Le Perreux. Il fatto di cronaca che Modiano chiama "tragica orgia", offre al narratore lo spunto per ricordare fatti e persone degli anni sessanta, periodo in cui era ventenne a Parigi. Ricorda ad esempio Claude Bernard, amico rigattiere, la fuga dal collegio, l'incontro con Jacqueline.
Il narratore, mentre cerca di ricostruire faticosamente il delitto, conosce per caso alla città universitari il cinquantenne Pacheco, personaggio molto ambiguo che da giovane si faceva chiamare Philippe de Bellune. La sua vita è avvolta nel mistero. Dice al narratore di lavorare all'Air France, ma non è chiaro con quale mansione né dove abiti, persino l'età è incerta. Un giorno Pacheco parte per il Marocco e chiede al narratore il favore di custodire una sua valigia che porta sempre con sé. Il narratore nasconde la valigia, ma il tempo passa senza che Pacheco faccia ritorno e allora il narratore decide di aprirla. Nel portafoglio di Pacheco oltre alla carta di identità, trova anche un articolo di giornale del 1933 che racconta la storia dei coniugi T. Nell'articolo c'è anche la foto di Pacheco, allora ragazzo, e il narratore lo riconosce subito per via dello stesso arco sopraccigliare, lo stesso naso dritto e la stessa bocca carnosa. Secondo l'articolo, quel ragazzo era Charles Lombard, cameriere del ristorante di Le Perreux, che quella tragica sera aveva servito la coppia e aveva testimoniato di aver visto i coniugi da soli. Perché aveva mentito? Forse per coprire qualcuno? Forse li aveva confusi? Tutte le domande rimangono senza risposta compreso il perché i giovani sposi si siano tolti la vita.

## Personaggi
- Urbain T.: ingegnere venticinquenne, alto, bruno, marito di Gisèle
- Gisèle T.: alta, bionda, snella, molto fine, di un anno più grande del marito
- Pacheco: personaggio ambiguo a cui Modiano dedica grande spazio nel romanzo. Viene incontrato per la prima volta da Patrick Modiano vestito come un barbone, con cappotto marrone stinto, pantaloni di velluto neri, doposci, capelli tirati all'indietro e, rivisto dopo qualche giorno in modo completamente differente, con abito beige, camicia azzurra, scarpe di camoscio, capelli corti e ben rasato. Viene descritto come un uomo misterioso, dagli occhi azzurri e con uno sguardo che non lasciava mai indovinare nulla dei suoi pensieri. Da giovane si faceva chiamare Philippe de Bellune, in quanto discendente del maresciallo Victor. Non si capiva bene cosa facesse: da barbone ad impiegato dell'Air France, più probabilmente spia durante la seconda guerra mondiale. Alla fine si scopre essere solo un ladro di identità, un cameriere di nome Charles Lombard che aveva visto qualcosa in quella tragica notte di aprile. Modiano sembra essere affascinato da questo personaggio in quanto gli ricorda il padre Albert, ebreo, figura dalla duplice e ambigua identità, che riuscì a liberarsi della prigionia durante l'occupazione nazista grazie a potenti amicizie. Il padre di Modiano non aveva detto quasi nulla al figlio prima di lasciarlo per sempre, proprio come Pacheco che nel corso del romanzo si eclissa senza dare nessuna spiegazione all'autore.
- Violette: detta "la ragazza dei veleni" che prometteva mare e monti alle sue "vittime"
- Sylviane: ventenne dai capelli rossi che giocava a biliardo
- la Danese: bionda prostituta che aveva aiutato Modiano a fuggire dal collegio e lo aveva iniziato al whiskey
- Claude Bernard: amico rigattiere a cui Modiano aveva dei libri di Balzac e che abitava nel quartiere dell'Artois a Le Perreux in un bellissimo chalet al quale si accedeva da un ascensore rosso (collegamento con vicenda poliziesca dei signori T.)
- Jacqueline: a lei Modiano dedica spazio nella parte finale del romanzo. Conosciuta a Parigi negli anni 60 nel café Rabe dove si recava tutte le domenica sera. Ragazza dai capelli castani, occhi chiari che indossava sempre un cappotto di pelliccia. Per molte sere la spia prima di trovare il coraggio di parlarle. Solo lei riuscirà a portare Modiano a Vienna, lontano da Parigi.

## Stile
"Fiori di rovina" è ricco di riferimenti autobiografici. Le passeggiate dell'autore, reali o solo immaginarie sono descritte con ricchezza di dettagli. La vera protagonista del romanzo è la città di Parigi; l'autore ci conduce tra strade e vicoli sia della Rive droite sia della "malfamata" Rive gauche.

## Edizioni
- Patrick Modiano, Fiori di rovina, Le stelle, Lantana editore, 2012,  p. 113, ISBN 978-8897012405.